# Stefan Szlachtycz
Stefan Szlachtycz (ur. 1 lipca 1930 w Krakowie) – polski reżyser filmowy, telewizyjny i teatralny.

## Życiorys
Absolwent architektury na Politechnice Krakowskiej oraz Wydziału Reżyserii PWSFTviT w Łodzi. Główny reżyser TVP (1974–1985) oraz dyrektor Teatru Telewizji (1985–1987). Odznaczony Złotym Krzyżem Zasługi.

## Wybrana filmografia

### Filmy telewizyjne
- Tylko Beatrycze (1975)
- Kto da więcej, co ja? (1977)
- Komedianci (1978)
- Dybuk (1979)
- Tragarz puchu (1983)

### Filmy krótkometrażowe
- Nihil est (1983)

### Filmy dokumentalne
- Paderewskiego życie po życiu (1999)

### Spektakle telewizyjne
- Czwarty manekin (1971)
- Partita na instrument drewniany (1974)
- Długie pożegnanie (1982)

## Nagrody
- 1965: II Telewizyjny Festiwal Teatrów Dramatycznych - nagroda - razem z Ryszardem Smożewskim - za opracowanie telewizyjnego scenariusza Barbary Radziwiłłówny Alojzego Felińskiego (Teatr Rozmaitości w Krakowie)
- 1971: „Złoty Ekran” w kategorii programy edukacyjne za cykl Fakty mówią
- 1976: Nagroda Przewodniczącego Komitetu ds. Radia i Telewizji za Tylko Beatrycze
- 1977: „Złoty Szczupak” na Festiwalu Filmów i Widowisk Telewizyjnych w Olsztynie za film Tylko Beatrycze
- 1985: I Nagroda Przeglądu Filmów Baletowych w Łodzi za Nihil Est
- 2002: Statuetka „Gwiazda Telewizji Polskiej” przyznana z okazji 50-lecia TVP za filmy i spektakle teatralne